# Белланже, Ипполит
Жозеф Луи Ипполит Белланже (фр. Joseph Louis Hippolyte Bellangé; 17 января 1800, Париж — 10 апреля 1866, там же) — французский художник-баталист: живописец, иллюстратор, гравёр.

## Биография
Жозеф Луи Ипполит Белланже родился 17 января 1800 года в городе Париже. Обучался живописи под руководством Антуана Гро.
Творчество Белланже сложилось под влиянием Наполеоновских войн и начального периода имперской эпохи. Начинал с батальных рисунков и литографий, позже, за исключением нескольких портретов, полностью посвятил себя батальной живописи.
В 1824 году получил медаль второго класса за историческое полотно.
В 1834 награждён орденом Почётного легиона, в 1861 — офицер ордена Почётного легиона.
Лауреат премии Парижской Всемирной выставки 1855 года .
Жозеф Луи Ипполит Белланже умер 10 апреля 1866 года в родном городе.
Автор многочисленных литографий и иллюстраций, в том числе к книге P.-M. Laurent de L`Ardeche «Histoire de Napoleon» («История Наполеона», 1843).

## Галерея
- Фрагмент картины «Отступление армии Наполеона из России»
- Старая гвардия
- Эпизод Июльской революции
- Атака Пеших егерей Старой гвардии в битве при Ватерлоо (?)
- Гренадер Старой гвардии в 1813 году
- Наполеон при Ватерлоо
- Кирасирский полк поднимается в гору

### Серия «Великая армия»
- Мамлюк Императорской гвардии
- Голландский гренадер Императорской гвардии
- Швейцарские гренадеры
- Красный улан Императорской гвардии
- Карабинер
- Литаврщик польских улан на французской службе и трубач Конных егерей Императорской гвардии
- Моряк Императорской гвардии
- Наполеон
- Рядовой и сапёр драгунского полка
- Гренадер и вольтижёр
- Чины пешей артиллерии